# Regina (serial)
Regina este o telenovelă românească produsă de Ruxandra Ion și difuzată pe postul Acasă TV din toamna anului 2008 până în vara anului 2009. Continuare a serialului Inimă de țigan, Regina spune povestea de dragoste a lui Cosmin și a Reginei, doi tineri țigani ce locuiesc în șatra lui Aurică. 
Din distribuția „Regina” fac parte actori precum Diana Dumitrescu, Bogdan Albulescu, Andreea Ibacka și Denis Ștefan - Codruț Medalion Fieraru.

## Povestea
Echilibrul lumii țigănești este pe cale să se destrame în momentul în care Don Antonucci (Dan Condurache), partenerul din umbră al lui State Potcovaru (Gheorghe Visu), își face apariția pentru a se stabili în șatră împreună cu familia. Trecutul său de traficant de carne vie, droguri și arme, rămâne ascuns și nimeni nu bănuiește motivele care l-au determinat să se reîntoarcă în România. 
Regina (Diana Dumitrescu), fiica adoptivă a lui Don, atrage atenția tuturor: chipul ei frumos, cu trăsături nobile, contrastează puternic cu comportamentul de ființă sălbaticită. Dincolo de contraste. Transformarea Reginei dintr-o ființă terorizată și interiorizată, într-o femeie frumoasă și plină de viață va începe din momentul în care se îndrăgostește de Cosmin (Bogdan Albulescu), un român aciuat în șatra lui Aurică (Gheorghe Dinică).
În lumea românilor, Gigi Dumbravă (Florin Zamfirescu) este și mai îndârjit să lupte împotriva tiganilor. Transplantul suferit nu îi potolește ura față de cei pe care îi consideră responsabili de dezastrul în care se află atât familia, cât și afacerile lui. Nu poate șterge ceea ce simte: ca a fost victima unei farse oribile și ar fi preferat să moară decât să trăiască rușinea de a avea în piept o inimă de țigan. Nici căsătoria fiicei lui preferate, Irina (Andreea Pătrașcu), cu Codruț (Denis Ștefan) nu a fost un motiv de bucurie, convins fiind că fiica lui și-a distrus viața căsătorindu-se cu un țigan, chiar și educat. 

## Distribuție
- Diana Dumitrescu - Regina Cercelus, Printesa Rêva
- Bogdan Albulescu - Cosmin Rădulescu
- Andreea Ibacka - Irina Dumbravă-Fieraru
- Denis Ștefan - Codruț Medalion Fieraru

### Șatra
- Gheorghe Dinică - Aurică Fieraru
- Marin Moraru - Cristofor
- Dan Condurache - Don Luciano Paolo Antonucci (Paul Anton Cercelus)
- Florina Cercel - Spania Fieraru
- Lucian Viziru - Rubin Cercelus și Giuvaeru Fieraru (episodic)
- Augustin Viziru - Armando Cercelus
- Ioana Ginghină - Zambila Fieraru
- Mihai Călin - Bulibașa Aurelian Relu  Fieraru
- Loredana Groza - Rodia
- Virginia Rogin - Mama Sulfina
- Iuliana Luciu - Lămâia/Camelia
- Raluca Tătaru - Argentina Fieraru
- Cătălin Ciurdar - Elvis Van Damme
- Paula Niculiță - Alina
- Majda Aboulumosha - Lenți
- Salex Iatma - Sile
- Claudiu Frîncu - Dorel

### Familia Potcovaru
- Gheorghe Visu - State Potcovaru
- Carmen Tănase - Flacăra Potcovaru
- Nicoleta Luciu - Roza Potcovaru
- Octavian Strunilă - Stiven Kileru
- Doinița Oancea - Minodora Potcovaru
- Cabral Ibacka - Thierry
- Babi Minune - Babi

### Familia Dumbravă
- Florin Zamfirescu - Gigi Dumbravă
- Dana Hauer - Florentina "Pisi"
- Natașa Raab - Hermina Dumbravă
- Adina Galupa - Felicia "Fefe" Dumbravă
- Eugenia Șerban - Renata
- Maria Panait - Ionela Mihai
- Cosmina Larisa Dobrotă - Maricica

### Românii
- Alexandru Papadopol - Dinu Rotaru
- Vladimir Găitan - Prof.Dr.Toma
- Stela Popescu - Sofia Rădulescu
- Steliana Bălăcianu - Maria Rădulescu
- Geo Dobre - Vlad Teodorescu
- Andrei Roșu - Vladimir Teodorescu

### Copiii
- Amir Ali - Rosvelt
- Nicolae Luigi Alexandru - Vitamină
- Ana-Alexandra Marin - Smeralda
- Erik Stoica - Giuvaeru mic

### Alte personaje
- Adriana Nicolae - Ana Vlăsceanu
- Eugen Cristea - Napoleon Venus Bibescu
- Selena - Linda
- Simina Popa - Barcealona
- Cristian Olescher - Sandu Marinescu
- Doru Ana - Mărgărit Iorgulescu
- Tamara Popescu - Tanța Fințoiu, mama lui Pisi
- Constantin Cicort - Mărin Fințoiu, tatăl lui Pisi
- Ninel Ciocoiu - Costi
- Alin Marcu - Prințu
- Giulia Pahomi - Izaura
- Jean Constantin  -  Manole  Potcovaru
- Gabriel Radu - Nelu Ruibistu
- Ion Besoiu - Don Tito
- Virgil Ogășanu - Mihai Rădulescu
- Ion Haiduc - Don Clemente
- Viorel Comănici - Don Carlo
- Rodica Tapalagă - Aglaia
- Cristi Iacob - Fabrizio
- Constantin Drăgănescu - Doctorul David
- Armand Calotă - Rossolino
- Cristina Deleanu - Tamara
- Ileana Iordache - Smochina
- Paul Ionescu - Gogoașă
- Petrișor Stan - Furnalul
- Ovidiu Popa - Dan Bazatu
- Carmen Stănescu - Tasia
- Ion Dichiseanu - Miguel Cervantes
- Draga Olteanu Matei - Ileana Toma
- Emil Coșeru - Radian Santioneanu
- Ion Ion - Mohamed Ben-Ali
- Constantin Cotimanis - Marcel
- Tora Vasilescu - Cella Serghie
- Mircea Gheorghiu - Milan Svenhalk
- Vali Rupiță - Nea Fane
- Silviu Dudescu - Igor
- Nucu Stângaciu - Serghei
- Romeo Pop - Regele Nordic
- Luminița Gheorghiu - Elvira
- Olga Delia Mateescu - Mariana
- Catrinel Dumitrescu - Paula Teodorescu
- Iulian Postelnicu - polițistul de la Brigada Rutieră
- Alexandru Arșinel - bunicul Reginei
- Ileana Zărnescu - bunica Reginei
- Ruslan Rotaru - Ionică Ababei
- Adrian Titieni - Securistul Andrei
- Adrian Bizu - Coleg Andrei 1
- Dan Cerpeag - Coleg Andrei 2
- Rusandra Andrei - Bodyguard Fefe 1
- Augustin Sharamor - Bodyguard Fefe 2